# Kniha z Kellsu

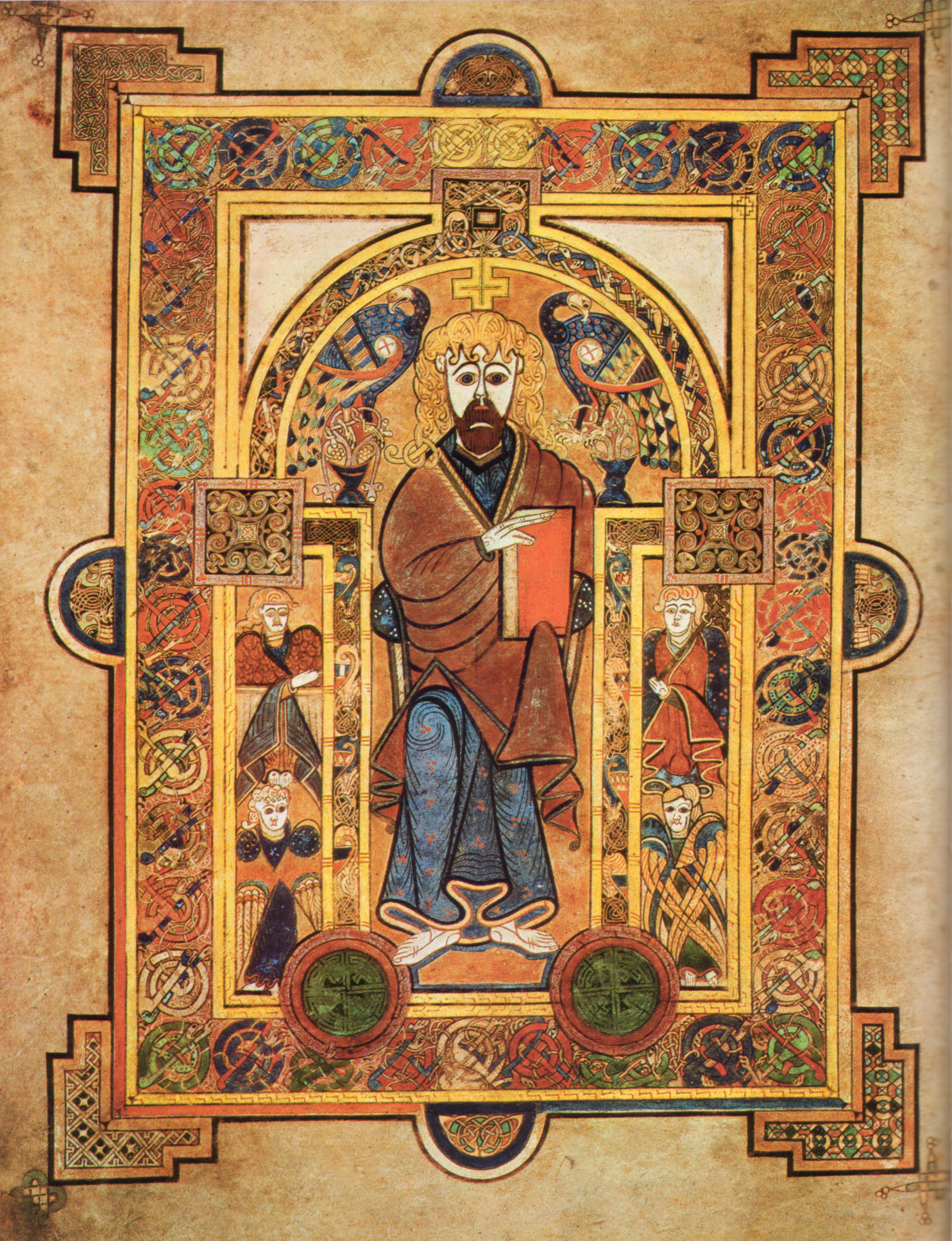
Folio 32v: Ježíš na trůnu.

Kniha z Kellsu (irsky Leabhar Cheanannais, anglicky Book of Kells), známá i jako Kniha sv. Kolumby, je bohatě iluminovaný rukopisný evangeliář psaný v latině. Obsahuje čtyři novozákonní evangelia společně s dalšími texty. Byl napsán keltskými mnichy těsně před rokem 800 a je uložen v Dublinu, v knihovně Trinity College, MS A. I. (58).
Texty evangelií jsou většinou ve znění tradičního latinského překladu Vulgaty, ale obsahují některé pasáže ze starších biblických překladů, známých jako Vetus Latina. Jedná se o mistrovskou práci západní kaligrafie a představuje jedinečnou ukázku ostrovního umění raného středověku. Je často považována za nejcennější irský národní poklad.

## Popis
Evangeliář z Kellsu má dnes 340 pergamenových listů, které byly v 19. století oříznuty na rozměr 330×250 mm. Neznámý počet listů na začátku a na konci se v průběhu staletí ztratil. Na velmi kvalitních pergamenových listech a dvojlistech je napsána různobarevným inkoustem v majuskulním latinském písmu, které se nazývá ostrovní unciála. Výzdoba knihy nebyla úplně dokončena a některé miniatury jsou jen načrtnuty. Kniha je v pozoruhodně dobrém stavu a byla v minulosti několikrát převázána, naposledy roku 1953 do čtyř svazků.

## Obsah

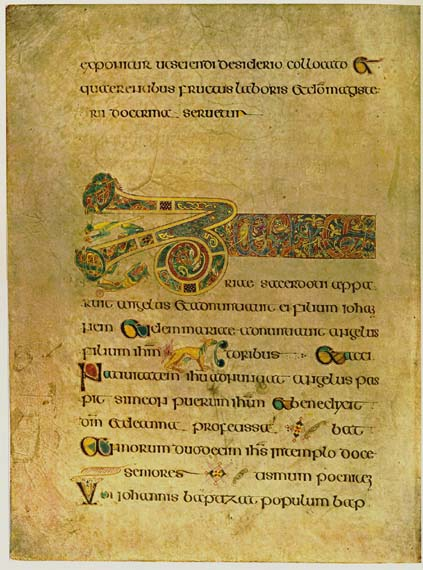
Stránka z Knihy z Kellsu

Na začátku knihy je neúplný seznam hebrejských jmen, která se v evangeliích vyskytují, stručný přehled obsahu evangelií, životopisy evangelistů a přehled Eusebiových kánonů, tradičních oddílů evangelií před jejich rozdělením na kapitoly ve 13. století. Následují texty čtyř evangelií až do Jan 17,13. Zbytek Janova evangelia chybí. Badatelé se domnívají, že původně obsahovala ještě dopis papeži Damasovi I., v němž mu Jeroným vysvětluje účel svého překladu; ten je obsažen ve všech zachovaných evangeliářích tzv. Lindisfarnské školy, do níž Kniha z Kellsu také patří.

## Historie
Název pochází od opatství v Kells (asi 60 km SZ od Dublinu), kde byla kniha po staletí uložena. Její texty, písmo i výtvarný styl ji řadí do velké skupiny iroskotských latinských rukopisů, které vznikaly od konce 6. do počátku 9. století. Jsou dílem jedné školy, kterou založil svatý Kolumba v klášteře Iona na Vnějších Hebridách u západního pobřeží Skotska a rozšířila se až na evropský kontinent. Většina badatelů se dnes kloní k názoru, že rukopis byl započat na Ioně a dokončen snad v Kellsu.
Nejstarší doklad o uložení knihy v Kellsu je kronikářská zpráva, že byla roku 1007 ukradena. Našla se o několik měsíců později, bez zlatem pobitých desek. Klášter v Kellsu byl ve 12. století zrušen, ale kniha zůstala ve farním kostele. Roku 1654 ji vojáci Olivera Cromwella uložili v Dublinu a roku 1661 byla věnována knihovně Trinity College.
Knihu popularizuje animovaná pohádka, o životě na opatství v období vzniku knihy, s názvem Brendan a tajemství Kellsu z roku 2009.

## Galerie

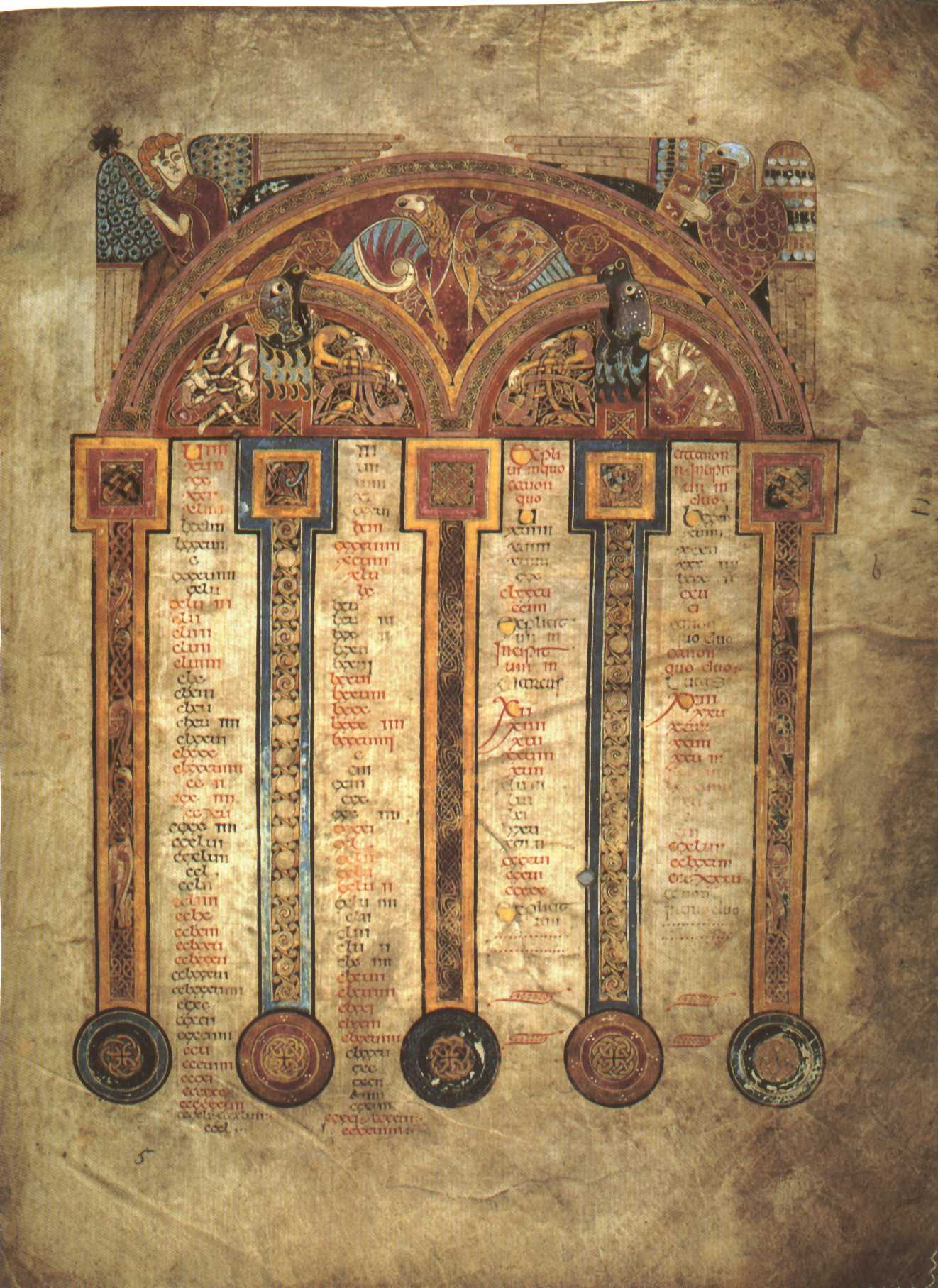
Obsah (seznam kánonů)
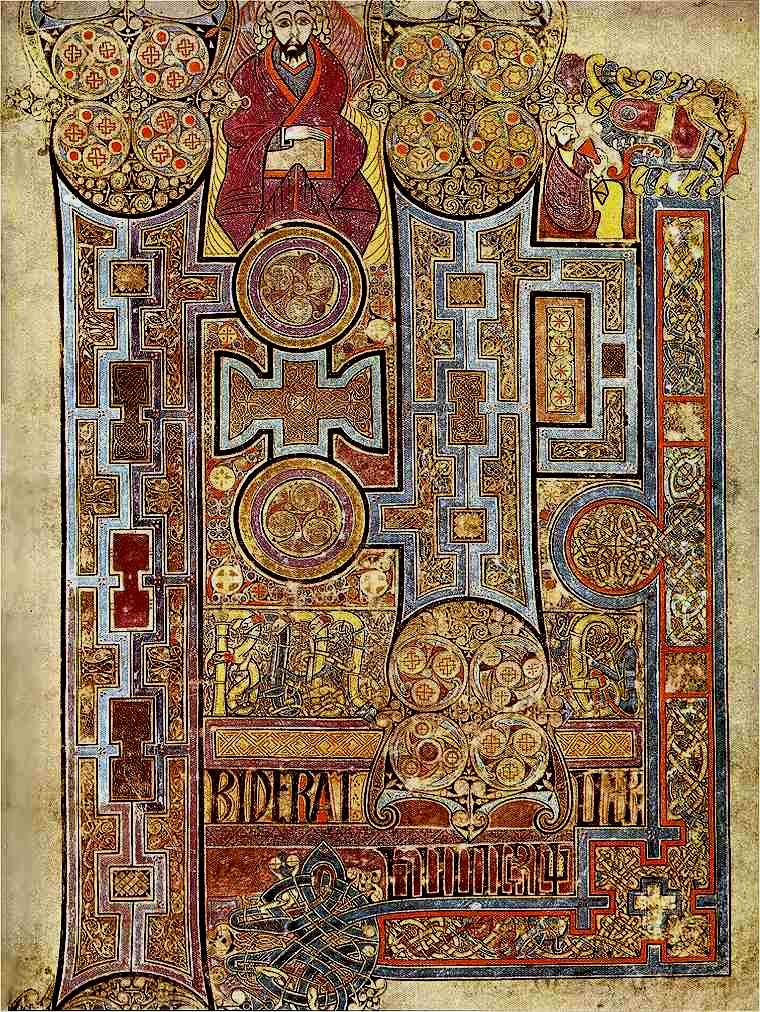
Začátek Janova evangelia
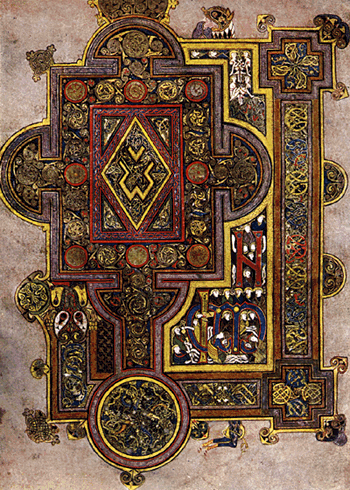
Začátek Lukášova evangelia
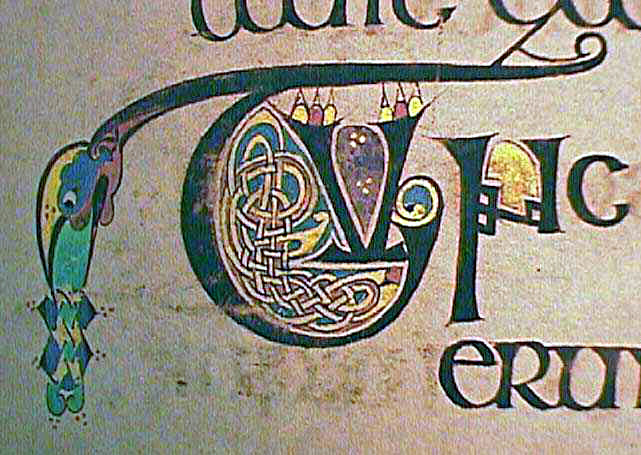
Iniciála